# Oberer Rofenberg
De Obere Rofenberg is een 3010 meter hoge bergtop in de Ötztaler Alpen in het Oostenrijkse Tirol.
De berg ligt in de Weißkam en ligt net ten noordoosten van de Rofenbergköpfe (de Mittlere Rofenbergkopf, de Südliche Rofenbergkopf en de Westliche Rofenbergkopf). Een beklimming naar de top van de berg begint vaak bij de berghut Schutzhaus zur schönen Aussicht (Rifugio Bella Vista, 2842 meter), gelegen vlak over de grens met het Italiaanse Zuid-Tirol.